# Émeric II de Quart

Émeric ou Aymeri II de Quart (mort le 10 octobre 1372) est un ecclésiastique valdôtain qui fut évêque d'Aoste de 1361 à 1372.

## Biographie

### Origine
Émeric II de Quart est issu de l'antique famille d'Aoste dite de « la Porte Saint-Ours » dont les membres adoptent le nom de « seigneur de Quart » au début du XIIIe siècle il est le fils de Jacques (IV) de Quart cité le  2 octobre 1326 avec son frère Guillaume . Les frères d'Émeric  II  sont Henri (†  1378)  qui rend Hommage lige au comte de Savoie en 1337, dernier seigneur de Quart mort sans héritier mâle malgré deux mariages et  Jacques Bailli du Chablais. Émeric II de Quart est enfin le petit-neveu du Bienheureux Émeric Ier de Quart (†  1313)

### Épiscopat
Émeric est chanoine du chapitre de Genève quand en janvier 1343 il assiste à une assemblée avec l'évêque les chanoines les syndics afin de maintenir la juridiction de l'official contre le vidame de Genève. Il est archidiacre d'Aoste lorsqu'il est élu évêque le 22 octobre 1361. C'est lui qui est chargé d'apporter le pallium à Jean IV de Betton Archevêque de Tarentaise il se rend à Moûtiers avec une suite impressionnante le 23 août 1365 et en repart dès le 25. Il assiste en novembre 1368 à la tenue des États du duché d'Aoste présidé par le comte Amédée VI de Savoie. En 1370 il lègue quelque revenus à son chapitre et à sa mort  tous ses biens meubles à l'évêché . Il meurt le 10 octobre 1372 à Aoste et il est inhumé dans le chœur de la cathédrale à droite dans un monument à son nom avec la date de son décès. Émeric II de Quart, considéré comme Bienheureux,  faisait l'objet d'un culte local bien que ce titre ne lui ait pas été reconnu officiellement. Sa fête était fixée au 6 juillet.